# Discophlebia lucasii
Discophlebia lucasii är en fjärilsart som beskrevs av Rosenberg 1885. Discophlebia lucasii ingår i släktet Discophlebia och familjen Oenosandridae. Inga underarter finns listade i Catalogue of Life.

## Bildgalleri

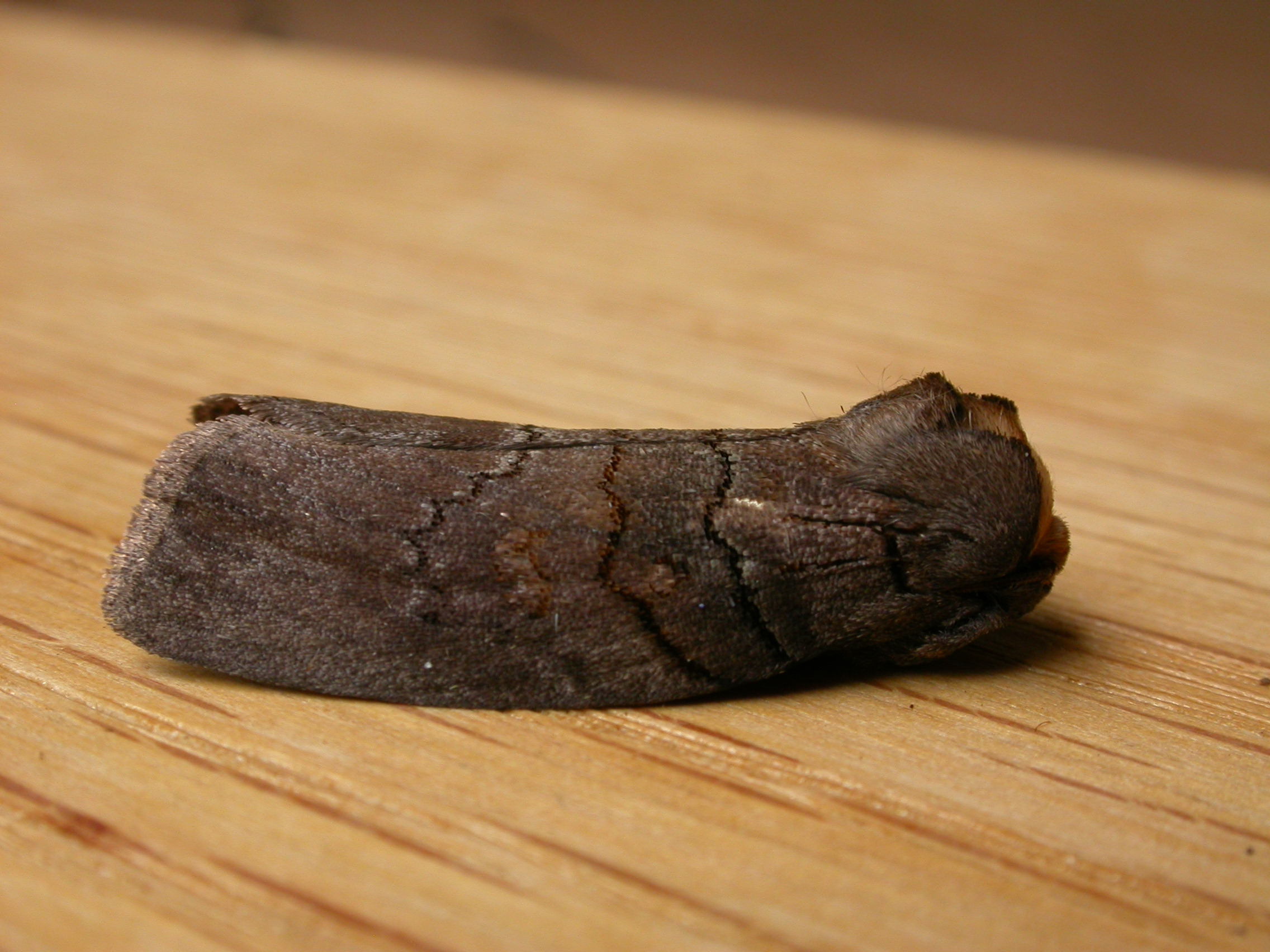